# Libeň
Libeň är sedan 1900 en stadsdel i Tjeckiens huvudstad Prag. Sedan 1961 är den delad mellan stadsdistrikten (městský obvod) Prag 7, 8 och 9 och sedan 1990 även de mindre stadsdelskommunerna (městská část) med samma namn. Libeň ligger 192 meter över havet och antalet invånare är 31 756.